# Charles-Frédéric Rousselet

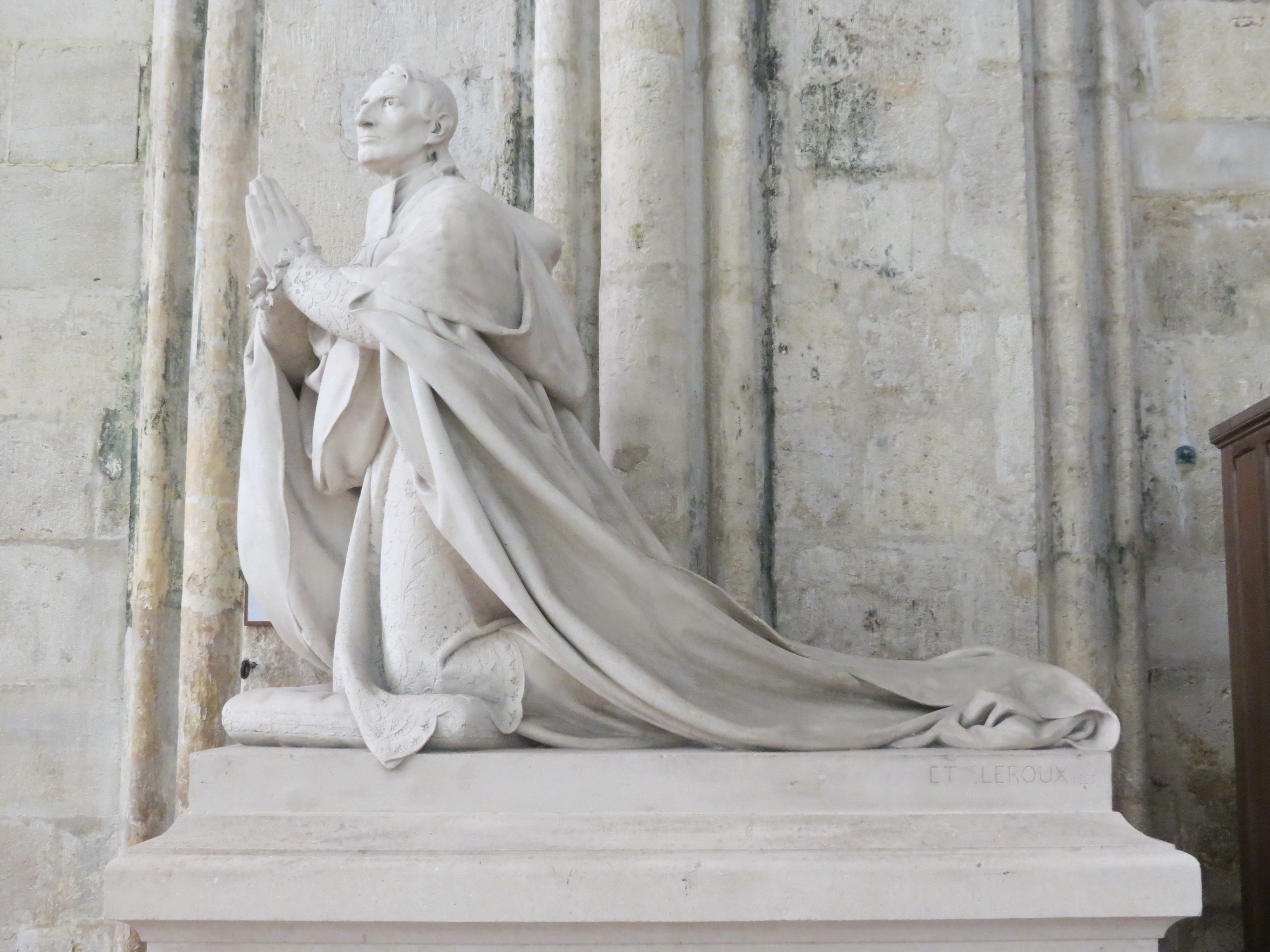
Grabmal

Charles-Frédéric Rousselet (* 15. September 1795 in Saint-Amand-Montrond; † 1. Dezember 1881 in Sées) war ein französischer Bischof.

## Leben
Charles-Frédéric Rousselet besuchte das Lyzeum in Avignon und trat 1813 in die Militärschule Prytanée national militaire in La Flèche ein, wo er sich mit dem späteren Marschall Aimable Pélissier anfreundete; jedoch machten die Ereignisse des Jahres 1815 seiner militärischen Karriere ein Ende. Er studierte kurze Zeit die Rechte, trat dann aber in das Priesterseminar Saint-Sulpice in Paris ein. Sein Lehrer dort war der spätere Erzbischof von Paris, Denis Auguste Affre.
Rousselet trat in die Priestergemeinschaft der Sulpizianer ein und unterrichtete als Lehrer an den Seminarien in Bayeux, Angers und Bourges. Aus gesundheitlichen Gründen musste er die Lehrtätigkeit aufgeben und die Priestergemeinschaft verlassen; Bischof Héricourt von Autun nahm ihn in seine Diözese auf, gab ihm eine Stelle als Domherr und machte ihn schließlich zu seinem Generalvikar. Per Dekret vom 26. November 1844 zum Bischof von Séez ernannt, wurde Rousselet im Konsistorium vom 24. Januar 1845 präkonisiert und am 25. Februar desselben Jahres von Mgr. Affre in Saint-Sévérin in Paris geweiht.
1853 nahm Rousselet am Provinzialkonzil in Rouen teil; 1856 assistierte er in Paris bei der Taufe des Prince Impérial, Napoléon Eugène Louis Bonaparte; 1864 führte er in seiner Diözese die römische Liturgie ein. 1870 war er Konzilsvater auf dem Ersten Vatikanischen Konzil, wo er mit der Mehrheit stimmte. Er förderte die Gründung mehrerer wohltätiger Einrichtungen, ließ die Kathedrale renovieren und mehrere Kirchen restaurieren. 1858 erhielt vom Bischof von Chartres eine Reliquie des hl. Latuin, des ersten Bischofs von Séez, und ließ 1875 die sterblichen Überreste seiner Vorgänger, du Plessis d’Argentré († 1805) und de Boischollet († 1812) aus dem Exil nach Séez holen. Mehrmals reiste er nach Rom und förderte die Wallfahrten nach Lourdes.
Wegen seines hohen Alters – er war 86 Jahre alt – wurde ihm 1881 François-Marie Trégaro als Koadjutor mit dem Recht der Nachfolge zur Seite gestellt. Wenige Tage darauf starb Bischof Rousselet. Sein einbalsamierter Leichnam wurde seinem Wunsch gemäß in einem speziellen Grabgewölbe gegenüber dem Reliquienschrein des hl. Latuin beigesetzt. Die Leichenpredigt hielt Bischof Abel-Anastase Germain von Coutances.
Bischof Rousselet war päpstlicher Thronassistent, römischer Graf und Mitglied der Ehrenlegion (1853 Ritter, 1863 Offizier). Seine Biographie verfasste der Abbé Rombault (Le Mans : Monnoyer, 1882).